# The Way You Are
A The Way You Are (magyarul: Ahogy vagy) a dán Anti Social Media dala, mellyel Dániát képviselték a 2015-ös Eurovíziós Dalfesztiválon, Bécsben. A dal a Danmarks Radio által szervezett nemzeti döntőben nyerte el az eurovíziós indulás jogát 2015. február 7-én.

## Eurovíziós Dalfesztivál
A dalt az Eurovíziós Dalfesztiválon a május 19-i első elődöntőben adták elő, fellépési sorrendben tizenharmadikként az Oroszországot képviselő Polina Gagarina A Million Voices című dala után, és az Albániát képviselő Elhaida Dani I’m Alive című dala előtt. Az elődöntőben a tizenharmadik helyen végeztek, így nem jutottak tovább a május 23-i döntőbe.
A következő dán induló a Lighthouse X Soldiers of Love című dala volt a 2016-os Eurovíziós Dalfesztiválon.